# Saskia Bosch
Saskia Bosch (15 september 1974) is een Nederlandse trampolinespringster.

## Carrière

### Jeugd
Bosch begon haar carrière bij het Roesingh in 1980, na twee jaar vertrok ze naar EGV, waar ze tien jaar actief zou zijn. Bij EGV wist zij zich te melden bij de nationale top, waarna opname in de nationale selectie volgde.

### Sprong
Saskia Bosch werd dankzij een unieke techniek een nationale bekendheid. Tijdens een uitzending van het Nederlandse sportprogramma Studio Sport kwam zij uitgebreid in beeld. Verslaggever Ton Ojers noemde haar techniek destijds 'springen als een aap' wat voor veel ophef zorgde.

## Erelijst
- Nederlands kampioen: 2004
- Struikelbokaal 2008